# Rengha Rodewill

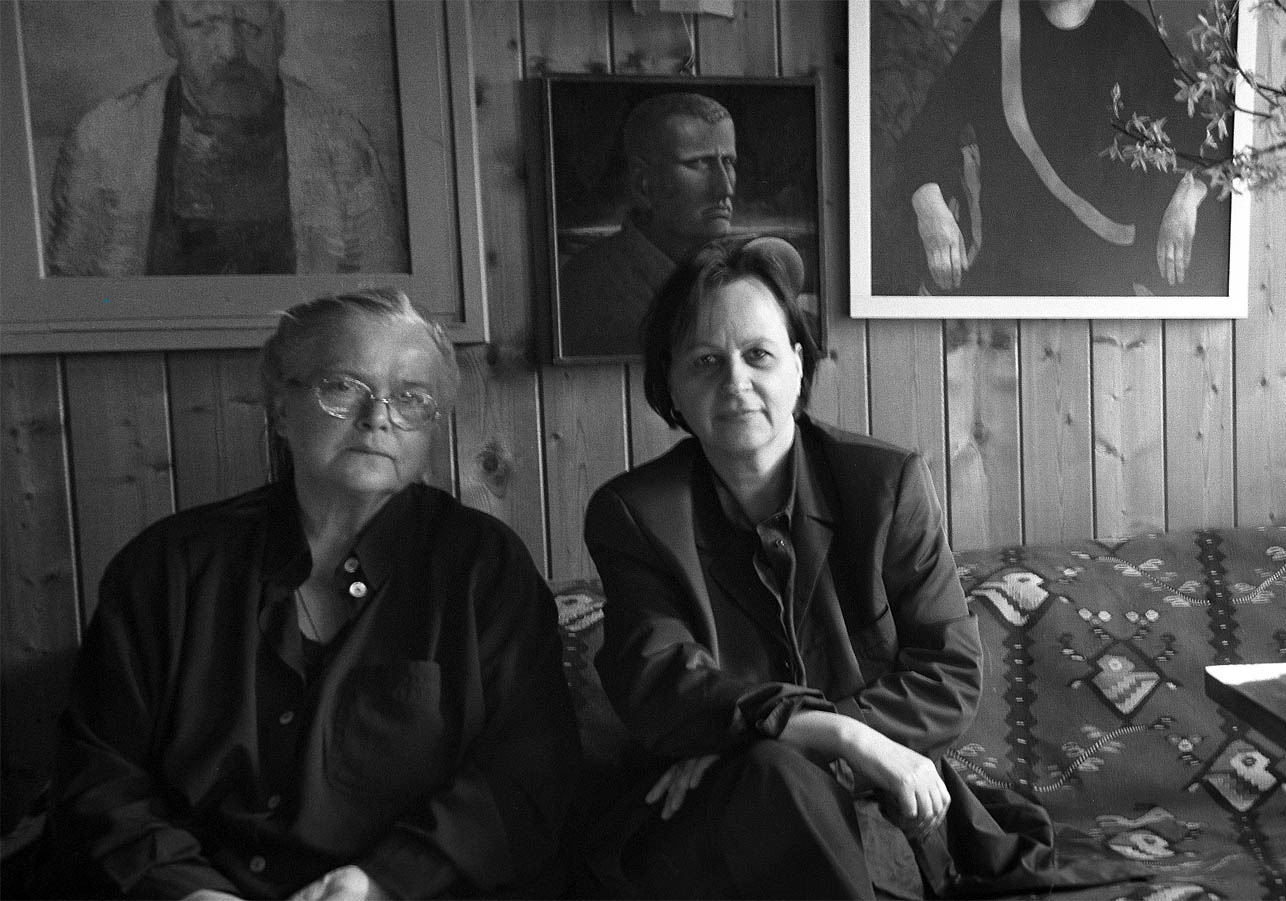
Eva Strittmatter z Renghą Rodewill

Rengha Rodewill (ur. 11 listopada 1948 w Hagen / Westfalia) – niemiecka fotografka, pisarka, graficzka, malarka i tancerka.

## Życiorys
Rengha Rodewill urodziła się i wyrosła w Hagen. Tam też uczęszczała do szkoły tańca i baletu artystki Ingeburg Schubert-Neumann oraz uczyła się malarstwa u Will D. Nagel. W kolejnych latach studiowała we Włoszech i Hiszpanii by w 1978 roku przenieść się na stałe do Berlina i w 1998 roku otworzyć atelier w niedalekim Potsdam-Babelsberg. Efektem współpracy z pisarką i poetką Evą Strittmatter jest jej pierwsza książka (r. 2010) pt. Intermezzo – Liryka, Fotografia (Zwischenspiel – Lyrik, Fotografie), w której znalazło miejsce także wiele przykładów jej romantycznej poezji. Przez jedenaście lat (od 2000 roku) aż do jej śmierci w 2011 roku Rodewill pozostawała z nią w ciągłym kontakcie artystycznym. W maju 2003 roku Eva Strittmatter recytowała swoją poezję podczas Open-Air-Vernissage na zapleczu atelier w ogródku Rengha Rodewill. To uroczyste czytanie poezji zostało przerwane przez majową nawałnicę co w późniejszym czasie nadało tym wierszom nowy tytuł ‘‘Poezja z grzmotami‘‘. W październiku 2010 odbyła się w Berlińskiej Operze prezentacja książki Romantyczne Interludium oraz wystawa fotografii jej autorstwa. Przemówienie inauguracyjne wygłosiła jej dyrektorka artystyczna Kirsten Harms. Poezję Evy Schrittmatter recytowała aktorka Berlińskiego Teatru Barbara Schnitzler. Wydawnictwo Plöttnera (Plöttner Verlag) zorganizowało 8 lutego 2011 w Lipsku Alte Handelsbörse Leipzig ceremonię upamiętniającą 81. urodziny jej protektorki (Evy Strittmatter). Jako gość honorowy Rengha Rodewill przedstawiła tam swoją książkę Romantyczne Interludium będącą owocem intensywnej współpracy z poetką. Dziennikarka i pisarka Irmtraud Gutschke i aktorka Jutta Hoffmann zaprezentowały poezję Evy Strittmatter. Konferansjerkę tej oficjalnej uroczystości przejął Michael Hametner z radia MDR Figaro.

## Crossover
Rengha Rodewill miała wiele wystaw zarówno w Niemczech jak i za granicą. Jest także inicjatorką licznych cross-over przedstawień. Na wystawach i imprezach towarzyszących, które już od wielu lat organizuje, wystąpiło charytatywnie wiele znanych artystów. W Instytucie Juliusa Sterna (Julius-Stern-Institut der Universität der Künste Berlin) w Berlinie odbyła się w kwietniu 2006 gala na rzecz chorych dzieci z Izraela. Zebrane pieniądze przekazano związkowi Keren Hayesod (Vereinigte Israel Aktion e.V). Aktorka Brigitte Grothum czytała opowiadanie Petit Prince – Antoine de Saint-Exupéry. Gospodarzem tego balu na cele dobroczynne był Harald Pignatelli z telewizji RBB (Rundfunk Berlin Brandenburg). W październiku 2008 zorganizowano na rzecz Niemieckiego Związku Reumatyków (Deutschen Rheuma-Liga) w Instytucie Juliusa Sterna Akademii Sztuk Pięknych w Berlinie (Julius-Stern-Institut der Universität der Künste Berlin) benefis Save the Date for Charity. Aktorka Barbara Schnitzler czytała opowiadanie Theodora Fontanes Effi Briest. Muzykowali soliści Julius-Stern-Instytutu. W październiku w roku 2000 Rengha Rodewill wystawiła swoje prace pod tytułem Moments w Galerii Nadbrzeżnej 55 (Gallery Ufer 55) w Berlinie. Podczas tego vernissage grał na klarnecie ze swoim Trio jazzman Rolf Kühn. W maju 2004 wystawiła Rengha Rodewill swoje obrazy w Fundacja im. Friedricha Naumanna w Potsdamie. Tytuł tej wystawy: Postrzeganie. Były to obrazy z cyklu Seria w kwadracie (Serie im Quadrat) uzupełnione collagem z tkanin. Na setne urodziny żydowskiej poetki Maschy Kaléko stworzyła dwuczęściową instalację artystyczną. Wystawa Hommage à Mascha Kaléko miała miejsce w Georg Kolbe Museum we wrześniu 2007 roku. Pisarka Jutta Rosenkranz uświetniła to spotkanie prelekcją o biografii Maschy Kaléko. Autor powieści kryminalnych Horst Bosetzky zaprezentował w kwietniu 2008 r. jeden ze swoich bestsellerów Drewno opałowe do obierków z ziemniaków (Brennholz für Kartoffelschalen). Prezentacja ta odbyła się w związku z przekazaniem czeku dla Kliniki Dziecięcej (Josephinchen des St. Joseph Krankenhaus Berlin-Tempelhof) z dzielnicy Berlina Tempelhof. To uroczyste podziękowanie było wyrażone przez radną miasta do spraw socjalnych i służby zdrowia (Bezirk Tempelhof-Schöneberg) Sibyllę-Ankę Klotz. We wrześniu 2009 r. aktorka i szansonistka Gisela May przedstawiła w klinice dla dzieci (Kinderklinik des St. Joseph Krankenhaus) swoją książkę Czas się zmienia (Es wechseln die Zeiten) z okazji charity-benefisu (Benefiz für Spatz). Konferansjerkę przejęła Madeleine Wehle z Rundfunk Berlin-Brandenburg.
Prace artystyczne Renghi Rodewill są częścią wielu prywatnych zbiorów. Rodewill mieszka w Berlinie i pracuje jako fotograf i pisarka.

## Prace
- Zwischenspiel – Lyrik, Fotografie. Zusammen mit Eva Strittmatter. Plöttner Verlag, Leipzig 2010, ISBN 978-3-86211-005-6
- Einblicke – Künstlerische – Literarische – Politische. Die Bildhauerin Ingeborg Hunzinger. Mit Briefen von Rosa Luxemburg. Karin Kramer Verlag, Berlin 2012, ISBN 978-3-87956-368-5
- Bautzen II – Dokumentarische Erkundung in Fotos mit Zeitzeugenberichten und einem Vorwort von Gesine Schwan. Vergangenheitsverlag, Berlin 2013, ISBN 978-3-86408-119-4
- Hoheneck – Das DDR-Frauenzuchthaus, Dokumentarische Erkundung in Fotos mit Zeitzeugenberichten und einem Vorwort von Katrin Göring-Eckardt. Vergangenheitsverlag, Berlin 2014, ISBN 978-3-86408-162-0
- -ky's Berliner Jugend – Erinnerungen in Wort und Bild. Zusammen mit Horst Bosetzky. Vergangenheitsverlag, Berlin 2014, ISBN 978-3-86408-173-6
- Angelika Schrobsdorff – Leben ohne Heimat (Biografie). Bebra-Verlag, Berlin 2017, ISBN 978-3-89809-138-1

## Literatura
- Annette Gonserowski: Künstlerin Rengha Rodewill auf der Suche nach Harmonie, HagenBuch 2009, S.125–128, ardenkuverlag, Hagen  ISBN 978-3-93207-087-7

## Wywiady
- Götz J. Pfeiffer: Neuer Ort für Kunst in Potsdamer Neueste Nachrichten am 3. Juni 2004, online unter pnn.de
- Ulrich Biermann: DDR-Frauengefängnis Hoheneck "Wir wurden wie Abschaum behandelt". Gespräch mit Rengha Rodewill am 30. Juni 2014 in Resonanzen WDR 3, Archiv: WDR 3 vom 5. Juli 2014
- Franca Fischer: So wurden die Häftlinge in Bautzen gequält, in Die Welt am 10. September 2013, online unter welt.de
- Martina Helmig: Im Gespräch die Fotografin "Zwischenspiel in den Kulissen", in Berliner Morgenpost am 30. September 2010, online unter Berliner Morgenpost.de
- Michael Hametner: Eva Strittmatter Abend Gespräch mit Rengha Rodewill und Jonas Plöttner, Alte Handelsbörse (Leipzig), 8. Februar 2011
- Christhard Läpple: Buchvorstellung Bautzen II – Dokumentarische Erkundung in Fotos Gespräch mit Rengha Rodewill, Markus Meckel und Sigrid Grünewald, DBB Beamtenbund und Tarifunion Berlin, 13. September 2013
- Bebra-Verlag: Angelika Schrobsdorff – Leben ohne Heimat, Lesung und Gespräch mit Rengha Rodewill, Voice Republic, Literaturforum, Leipziger Buchmesse, Leipzig 23. März 2017
- Tina Gerhäusser: Der Tag – Die Geschichten hinter den Nachrichten, Gespräch mit Rengha Rodewill über das Buch Angelika Schrobsdorff – Leben ohne Heimat, DW-TV Berlin, 5. Mai 2017

## Galeria

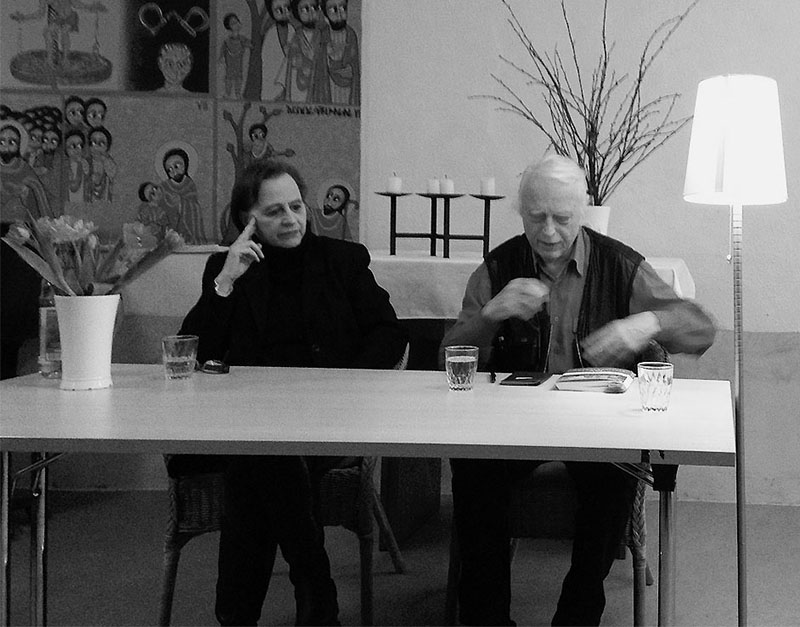
Rengha Rodewill z Horstem Bosetzky
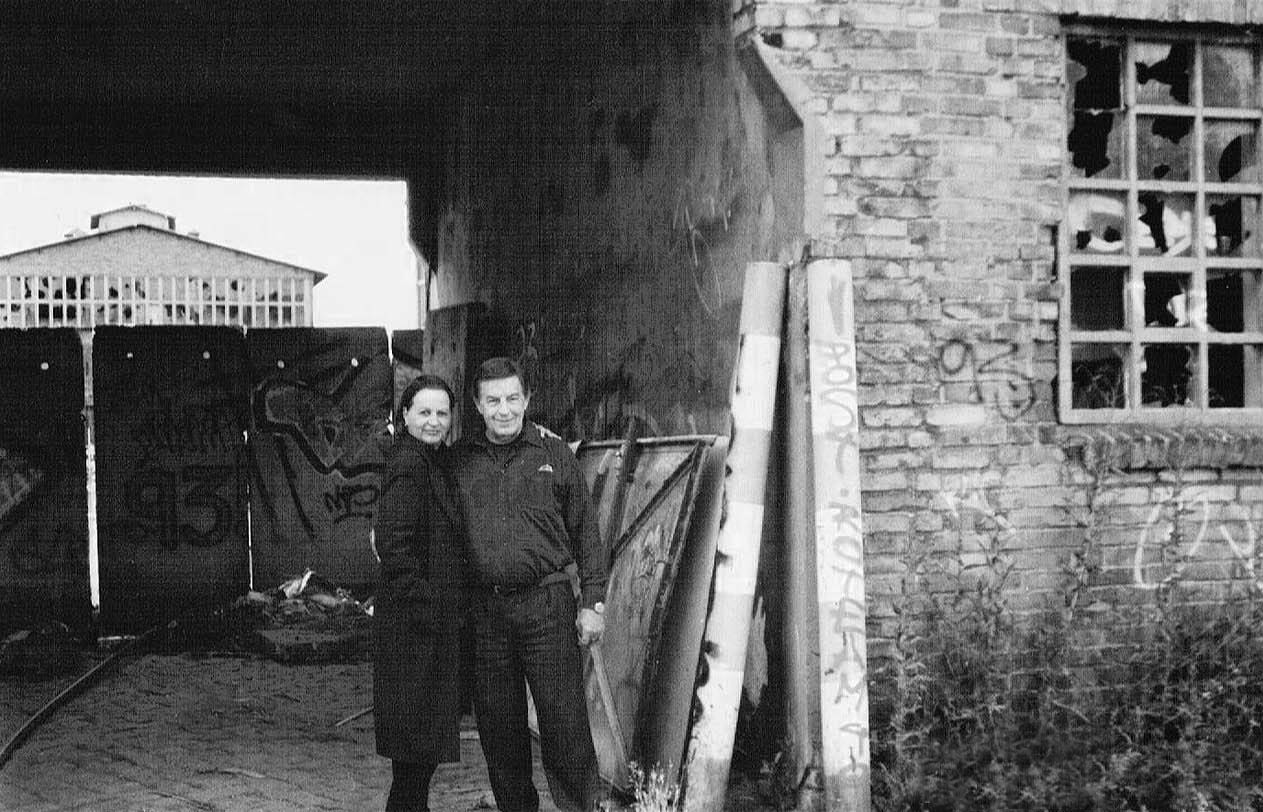
Rengha Rodewill z Rolfem Kühn
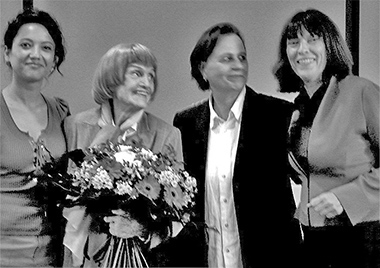
(z prawej na lewo) Madeleine Wehle, Gisela May, Rengha Rodewill, Beatrix Schmidt